# Ligamentum cricothyroideum anterior
A ligamentum cricothyroideum anterior egy apró szalag a pajzsporc (cartilago thyroidea) és a gyűrűporc (cartilago cricoidea) között. Középvonalban helyezkedik el.

## Topográfia
A membrana cricothyroidea elülső megvastagodott része, mellette található a ligamentum cricothyroideum medianum.:13 A prominentia laryngealis és a gyűrűív között van.
Az arteria cricothyroidea fent áthalad rajta, és annak elágazásával anasztomózist képez. Ritkán előfordul, hogy az arteria laryngealis superior is ezen a szalagon keresztül halad.
A conus elasticus elülső részét alkotja.
Hátulsó aspectusa a musculus thyreoarytenoideus eredési helye, ezenkívül e szalagon található a musculus vocalis eredése is.
A gége belső szerkezeteinek alsó részét alkotja.

## Funkció
Szubglottálisan itt távozik előrefelé a felesleges nyirok a III. és VI. szintű csomókba. Hátrafelé a ligamentum cricotrachealén keresztül távozik a felesleges nyirok.

## Klinikai jelentőség
Vészhelyzet esetén a krikotirotómiás intubációkor a ligamentum cricothyroideum anteriorban bevágást ejtenek.